# KV29
Situé dans la vallée des Rois, dans la nécropole thébaine sur la rive ouest du Nil face à Louxor en Égypte, KV 29 est le tombeau d'un inconnu. Il n'a pas été fouillé et seule l'entrée est visible ; aucun détail sur son plan ou son contenu n'est disponible.